# 河津落とし
河津落とし（かわづおとし）は、プロレス技の一種である。河津掛け落とし（かわづかけおとし）とも呼ばれる。ほかにも、考案者がジャイアント馬場であることからジャイアント・バスター（Giant Buster）や、英語圏ではロシア人のギミックで活動していたニキタ・コロフが得意技としていたことからロシアン（ラシアン）・レッグ・スウィープ（Russian Leg Sweep）と呼ばれている。

## かけ方
技を掛ける側が相手と同じ方向を向いて横並びになっている状態で、相手の左側に立って仕掛ける場合は肩を組むように首の後ろから右腕を回して左腕で相手の左腕を固定し受け身を取れなくする。その状態から右足を相手の左足に引っ掛けながら後ろに倒れ込み、相手の後頭部や背中を叩きつける。

## 原型
相撲の決まり手の1つである河津掛けをジャイアント馬場がプロレス用の攻撃技として発展させたプロレス技で馬場の得意技のひとつとして認知されている。
河津落としの原型は大相撲出身の力道山がルー・テーズにバックドロップを仕掛けられたところを河津掛けの要領で返したものがある。
馬場は弟子である小橋健太が河津落としを使用した際にテレビの解説で「かけるのは自分より、背の低い相手じゃないと、相手の頭を抱えている自分の腕がクッション代わりになってしまい、威力が半減する」と説明していた。

## 派生技

### ジグザグ
ドルフ・ジグラーのオリジナル技。背後から相手に飛びついて高速で後頭部を叩きつける河津落とし。

### ミリオンダラー・バスター
テッド・デビアスのオリジナル技。1993年に全日本プロレスで公開した歳は、コブラクラッチ式河津落としとも呼ばれた。コブラクラッチの体勢から後ろに倒れ込み、後頭部を打ちつける。デビアス以降は、井上雅央や息子のテッド・デビアス・ジュニアに継承された。らくが使用するクロスアーム式河津落としのスーパービュー踊り子は倒れる直前の最終形が本技と近い形になる。

### ストローク
ジェフ・ジャレットのオリジナル技。河津掛けの体勢から、河津落としとは逆に前方に倒れ込む事によって相手の顔面を叩きつける。ちなみに、トップロープから放つ場合はスーパー・ストロークと呼ばれる。

### ブレイク・ダウン
背後から相手をフルネルソンに捕らえて上記のストロークのように前に倒れ込み、顔面を叩きつける。クリス・ジェリコが一時期使用していた。ザ・ミズのスカル・クラッシング・フィナーレは同型技。

### フラット・ライナー
コンプリート・ショットとも呼ばれている。クリス・キャニオンのオリジナル技。相手と向かい合った状態で河津掛けの要領で組み合い、後方に倒れ込む事によって相手の顔面を叩きつける。外道のコンプリート・ショットやエッジのダウンワード・スパイラル、ミスター・ケネディのマイク・チェックはより高速化されているものの同型技である。日本国内ではコンプリート・ショットの名称で呼ばれることが多い。

### ペイ・ダート
シェルトン・ベンジャミンのオリジナル技。相手に飛びついて大きく下半身を振りかぶって勢いをつけながら落とす変型フラット・ライナー。ベンジャミンのWWE退団後はMVP→Rトゥルースと、アフリカ系レスラーに継承されている。

### ノックス・アウト
マイク・ノックスのオリジナル技。変型のフラットライナーで、フラットライナーの体勢で組み合い、一度相手側に体重をかけて傾けてから、横方向への捻りを加えつつ後方へ反転して倒れ込み、相手を錐揉み式に叩きつける。アレックス・シェリーのシェル・ショック、ブレイ・ワイアットのシスター・アビゲイル、ジェイ・ホワイトのブレード・ランナー、黒音まほのウロボロスも同型技。英語圏ではスウィンギング・リバースSTOと表現されることもある。

## 連携技

### グラウンド卍固め
河津落としを決めたあと、相手の腕を離さずにそのままグラウンド卍固めに移行する連携技がある。エル・サムライやオクタゴンが得意とする。